# 一休和尚 (富士電視劇)
《一休和尚》（日语：／ Ikkyū san ?）是於富士電視台放送的電視劇。第一集播出時間為2012年6月30日21:00 - 22:54(JST)。第二集播出時間為2013年5月5日星期日19:00 - 20:54(JST)。此部是第4度改編成電視劇播出。由東映動畫的同名電視動畫為原作。香港TVB電影台於5月25日播出第一集，更名為「聰明的一休」；同年於TVB兒童台12月28日播出第二集，更名為「聰明的一休2」。

## 演員陣容
- 一休/千菊丸：鈴木福（香港配音：謝潔貞）
- 蜷川新右衛門：成宮寬貴（香港配音：陳廷軒）
- 桔梗屋利兵衛：平泉成（香港配音：陳永信）
- 伊勢貞行（日语：伊勢貞行）：山崎銀之丞（日语：山崎銀之丞）（香港配音：蔡德鈞）
- 吾作：齊藤曉（日语：斉藤暁）（香港配音（第一集）：盧國權、（第二集）：林國雄）
- 桔梗屋彌生：未來穗香→上間美緒（日语：上間美緒）[1]（香港配音：何璐怡）
- 小葉子：小林星蘭（日语：小林星蘭）（香港配音：成瑤孆）
- 秀念：內田流果（日语：内田流果）（香港配音：蔡惠萍）
- 默念：鏑木海智（日语：鏑木海智）（香港配音（第一集）：吳羨婷、（第二集）：林芷筠）
- 陳念：川口和宥（日语：川口和宥）（香港配音（第一集）：陳琴雲、（第二集）：魏惠娥）
- 天念：吉澤天純（香港配音（第一集）：余欣沛、（第二集）：伍秀霞）
- 伊予局：安田成美[2]（香港配音：朱妙蘭）
- 外觀和尚：中村梅雀（香港配音：黃子敬）
- 足利義滿：東山紀之（香港配音：朱子聰）

第1集
- 假一休：二宮星（日语：二宮星）（香港配音：羅杏芝）
- 假新右衛門：荒川良良（香港配音：黃啟昌）
- 大男：曙太郎
- 少女：小西舞優（日语：舞優）（香港配音：陳皓宜）
- 旁白：藤田淑子（香港配音：黃玉娟）
- 其他演員：吉澤健（日语：吉澤健）、笠木泉（日语：笠木泉）、光岡湧太郎、森富士夫（日语：森富士夫）、廣山詞葉、本間理紗（日语：本間理紗）、山崎海童（日语：山崎海童）、篠原哲（日语：篠原さとし）、平川博晶（日语：平川博晶）、丹羽努（日语：にわつとむ）等

第2集
- 月姬：倉科佳奈（香港配音：張頌欣）
- 八千代：磯野貴理子（香港配音：劉惠雲）
- 直正：中尾明慶（香港配音：李凱傑）
- 勘助：村杉蝉之介（日语：村杉蝉之介）（香港配音：李錦綸）
- 世吉：內山信二（日语：内山信二）（香港配音：劉奕希）
- 御宮：山田花子（日语：山田花子 (タレント)）（香港配音：林元春）
- 大男侍：武藤敬司
- 小太郎：秋間將汰（日语：秋間将汰）（香港配音：林丹鳳）
- 座員：金絲雀（搞笑團體）（日语：カナリア (お笑い)）
- 旁白：佐佐木恭子（日语：佐々木恭子）（香港配音：黃玉娟）
- 其他演員：吉澤健（日语：吉澤健）、山口詩史、三谷六九、阿南敦子（日语：阿南敦子）、真下有紀（日语：真下有紀）、岩田丸、平川博晶（日语：平川博晶）、仲野元子、丹羽努（日语：にわつとむ）、裡門頂肘（搞笑團體）（日语：チーモンチョーチュウ）

## 製作團隊
- 原作：東映動畫
- 導演：樹下直美
- 劇本：高橋奈津子
- 時代考證：山田順子
- 佛事指導：金嶽宗信（香林院）
- 特殊化妝：江川悦子（日语：江川悦子）、山岸福明、遠藤溫子
- 動作指導：Gocoo（藤田健、森崎英志）
- 主題曲：「みんなの一休さん」 作詞：植野慶子／作曲：中山晉平／編曲：Sound Garden／歌：一休さんとCO.Boys（鈴木福等演員）
- 插曲：童謠「証城寺的貍貓」改編歌曲。
- 技術協力：VIDEO STAFF
- 照明協力：The Horizon
- 美術協力：FUJI ART、高津裝飾美術
- 音響效果：SPOT
- 編集・MA：VASC
- 錄製：砧スタジオ
- 製作人：吉田豪、水野綾子、淺野澄美
- 製作公司：富士創意公司
- 製作出品：富士電視台（第一集）、富士創意公司（第二集）

## 外部連結
- 富士電視台官方網站
- 互联网电影数据库（IMDb）上《一休和尚1》的资料（英文）
- 互联网电影数据库（IMDb）上《一休和尚2》的资料（英文）

## 節目的變遷
| 日本富士電視台 週六Premium           | 日本富士電視台 週六Premium         | 日本富士電視台 週六Premium |
| ------------------------------------ | ---------------------------------- | -------------------------- |
|                                      | 一休和尚 （2012.6.30 - 2012.6.30） |                            |
| 人志松本のすべらない話 （2012.6.23） | LIMIT OF LOVE 海猿 （2012.7.7）    |                            |

| 日本富士電視台 | 日本富士電視台                    | 日本富士電視台 |
| -------------- | --------------------------------- | -------------- |
|                | 一休和尚2 （2013.5.5 - 2013.5.5） |                |
| —              | —                                 |                |